# Revista de Avance
La Revista de Avance (ou revista de avance selon la graphie d'origine) est une revue culturelle d'avant-garde publiée à Cuba entre 1927 et 1930.
Fondée le 15 mars 1927 à La Havane, animée notamment par Juan Marinello, Alejo Carpentier et Jorge  Mañach, également maison d'édition, elle publie des textes cubains et étrangers et coordonne en 1927 la première exposition de peinture cubaine moderne (Exposición de Arte Nuevo).
Elle cesse de paraître en 1930 dans le contexte du climat de répression qui règne sous la présidence de Gerardo Machado.